# Joseph Déjacque
Joseph Déjacque (ur. 27 grudnia 1821 w Paryżu, zm. 18 listopada 1864 tamże) – francuski pisarz, poeta i filozof; jeden z prekursorów anarchokomunizmu. Déjacque był pierwszą odnotowaną osobą, która użyła określenia „wolnościowiec” (fr. libertaire) w sensie politycznym. Miało to miejsce w 1857 w liście krytykującym Pierre-Joseph Proudhona za jego seksistowskie poglądy na kobiety, a także jego poparcie dla indywidualnej własności produktu pracy i gospodarki rynkowej.

## Życiorys
Pierwsze wiersze opublikował w lutym 1848, wtedy także zaczął działalność społeczną. Uczestnik powstania czerwcowego, aresztowany i przewieziony do Brestu, wrócił do Paryża pod koniec maja 1849, aresztowany znowu tuż przed 13 czerwca, kiedy to po wyborach wygranych przez konserwatywną koalicję nastąpiła fala represji wobec opozycji (ograniczenie wolności słowa, stan wyjątkowy). 
22 października 1851 skazany na dwa lata więzienia za zbiór wierszy Les Lazaréennes. Fables et Poésies sociales, uniknął jednak uwięzienia uciekając do Anglii (Londynu). Przyłączył się tam do grupy uchodźców opozycyjnych również wobec przywódców robotniczych takich jak Alexandre Ledru-Rollin i Louis Blanc. W latach 1852–1853 mieszkał na wyspie Jersey, pisał wówczas pracę La Question Révolutionnaire, w której wyłożył swoje anarchistyczne poglądy. 
Wyjechał następnie do Stanów Zjednoczonych; najpierw Nowego Orleanu (w latach 1856-1858) gdzie powstała jego najbardziej znana książka L'Humanisphère, utopie anarchique (utopia opisująca anarchistyczny świat w 2857 roku). W latach 1858–1861 mieszkał w Nowym Jorku, gdzie wydawał czasopismo „Le Libertaire” („Wolnościowiec” – Déjacque był autorem tego pojęcia, synonimu słowa „anarchizm”, którego użył po raz pierwszy w liście do Pierre’a Josepha Proudhona z 1857, słowo rozpowszechniło się później w tłumaczeniu angielskim jako „libertarian”). Wyszło 27 numerów, w okresie 9 czerwca 1858-4 lutego 1861. Pismo było rozprowadzane w Stanach Zjednoczonych, trafiało też do Londynu, Brukseli i Genewy. Déjacque żył wówczas w biedzie (panował wtedy kryzys, był bezrobotny) uznał również, że w Stanach Zjednoczonych jego idee nie znajdują oddźwięku, w 1861 powrócił więc do Londynu, a potem do Paryża, gdzie zmarł po kilku latach w nędzy.

## Publikacje
- Les Lazaréennes, fables et poésies sociales, Paryż 1851
- Discours prononcé le 26 juillet 1853 sur la tombe de Louise Julien, proscrite, w: Women's Almanach for 1854, Londyn-Jersey, 1853-1854
- La question révolutionnaire, Nowy Jork 1854
- De l'être-humain mâle et femelle. Lettre à P.J. Proudhon, Nowy Orlean 1857
- Béranger au pilori Nowy Orlean 1857
- L'Humanisphère, utopie anarchique, Nowy Jork 1857
- Le Libertaire, Journal du mouvement social, Nowy Jork, 1858–1861, nr. 1-27